# Tontafeln von Tărtăria

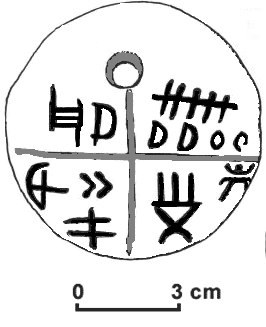
Vinča-Zeichen auf einer der Tontafeln von Tărtăria

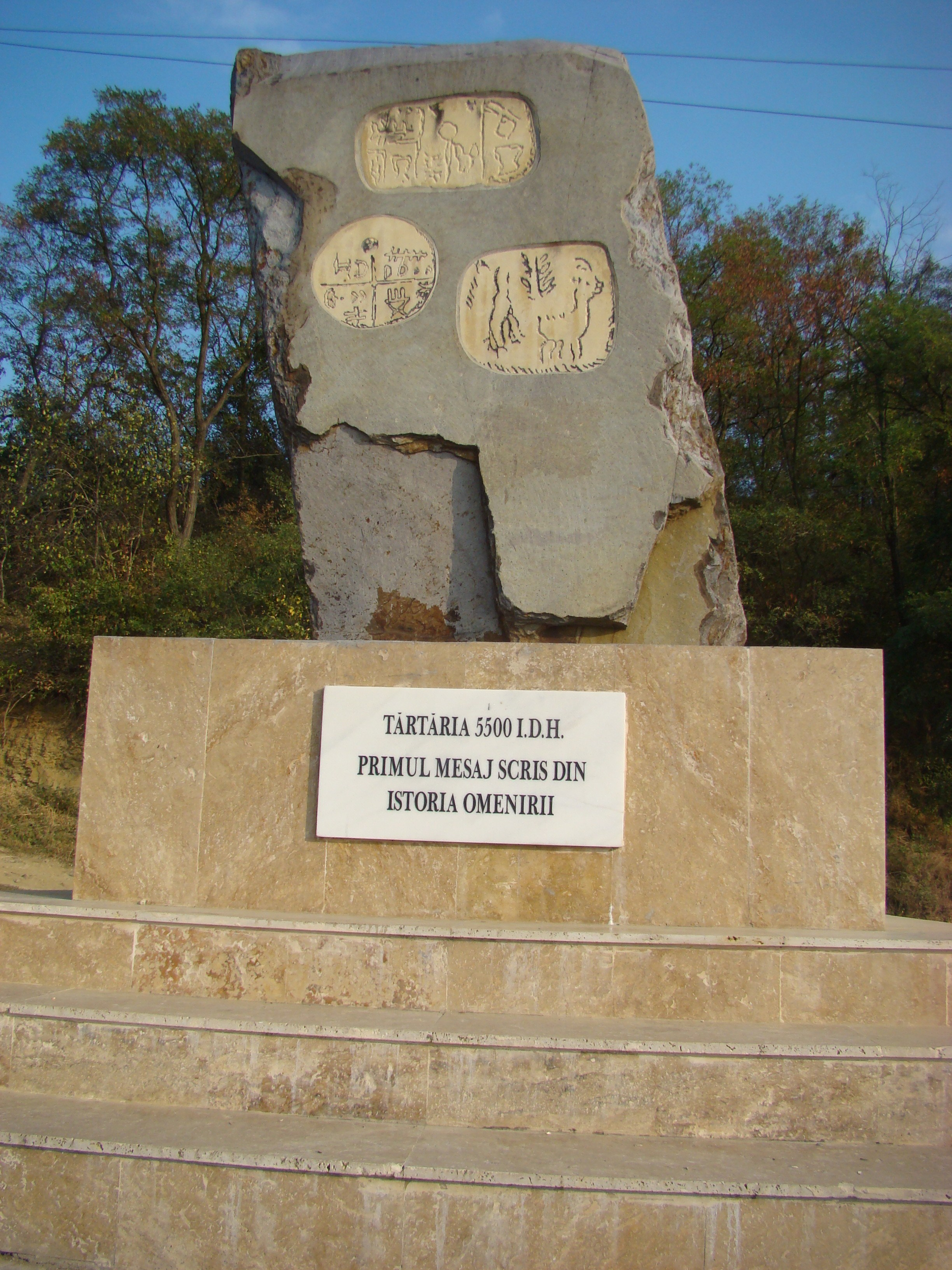
Denkmal nahe der Fundstätte. Übersetzung der Inschrift: Tărtăria 5500 v.Chr.: Die erste schriftliche Nachricht in der Geschichte der Menschheit

Die Tontafeln von Tărtăria sind drei kleine Tontafeln (möglicherweise Amulette), die im Jahre 1961 in der Ortschaft Tărtăria entdeckt wurden, die ein Teil der Gemeinde Săliștea (Kreis Alba) in Rumänien ist. Sie zeigen Vinča-Zeichen, die wichtigste regionale Variante des Donauschrift genannten Zeichensystems, das auch als alteuropäische Schrift bezeichnet wird (auch wenn die Einordnung des Zeichensystems als Schrift umstritten ist). Die Zeichen werden der prähistorischen Vinča-Kultur zugeordnet. Die Tontafeln werden auf etwa 5500–5300 v. Chr. datiert. Sie werden im Muzeul Național de Istorie a Transilvaniei (Nationalmuseum der Geschichte Siebenbürgens) in Cluj-Napoca (Klausenburg) verwahrt.

## Entdeckung
1875 entdeckten Archäologen bei Ausgrabungen in Turdaș viele Gegenstände mit bisher unbekannten Symbolen. 1961 entdeckte eine Forschergruppe des Nationalmuseums in Cluj unter der Leitung von Nicolae Vlassa die drei hier beschriebenen Tontafeln.

## Fälschungsthese
Einer 2013 veröffentlichten These der Assyriologin Erika Qasim zufolge könnten die Tontafeln von Tărtăria eine Fälschung sein. Diese Veröffentlichung wird aber in einem Artikel des Archäologen Attila László kritisiert:
Zitat (aus dem Englischen übersetzt): Trotz der Komplexität des Themas und der Ernsthaftigkeit der Behauptungen überrascht die oberflächliche Dokumentation des Artikels. Die Schriftstellerin behandelt eine sehr heikle Angelegenheit auf die leichte Schulter, ohne die über Jahrzehnte zusammengetragene Literatur zu Rate zu ziehen und folglich den Stand der Forschung und der Diskussionen um die umstrittene Frage der Tărtăria-Tafeln zu kennen. Die schweren Fälschungsvorwürfe werden durch keine sachliche Argumentation gestützt, erst recht nicht durch eine möglicherweise direkte (Nach-)Prüfung der Tafeln. Die Andeutungen beruhen auf bloßen Spekulationen aus Büchern, die am Schreibtisch erdacht wurden, und sind – wie wir mit Bedauern hinzufügen dürfen – von schwer nachvollziehbarer Bösgläubigkeit beseelt.